# Viktor Apfelbeck
Viktor Apfelbeck (Eisenerz, 18 aprile 1859 – Sarajevo, 1º maggio 1934) è stato un ingegnere austriaco.
Famoso collezionista di coleotteri ed entomologo dilettante, fu il primo a descrivere scientificamente numerose specie di coleotteri, endemici soprattutto dei territori dell'ex Jugoslavia, arrivando a essere nominato curatore del dipartimento entomologico del Museo Nazionale della Bosnia ed Erzegovina.
 Apfelbeck è oggi considerato uno dei più importanti entomologi europei, nonché un pioniere della ricerca entomologica nei Balcani.

## Biografia
Nato in Stiria nel 1859, Apfelbeck si spostò a Sarajevo, allora parte dell'impero austro-ungarico, nel 1887, poco dopo essere divenuto ingegnere forestale, dove fu assunto come esperto forestale dal governo statale. Già nello stesso anno, da appassionato entomologo, Apfelbeck iniziò ad esplorare la regione, scoprendo nuove specie di insetti all'interno delle caverne bosniache e, due anni dopo, gli fu affidato l'incarico di curatore del dipartimento entomologico del Museo Nazionale della Bosnia ed Erzegovina, posizione che mantenne fino al 1925, anno del suo pensionamento.
Apfelbeck fu il primo entomologo a compiere una meticolosa catalogazione degli esemplari raccolti nel territorio dell'odierna Bosnia ed Erzegovina e, con il suo arrivo al Museo Nazionale statale, egli diede inizio alla creazione di collezioni scientifiche e allo studio sistematico della fauna bosniaca. Il risultato del suo lavoro fu una delle più grandi collezioni entomologiche dei Balcani e dell'intera Europa, consistente in oltre mezzo milione di esemplari provenienti per la maggior parte dalla Bosnia ma anche da altri territori dei Balcani e del mondo. 
Apfelbeck proseguì la propria attività di ricerca anche dopo il pensionamento, portandola avanti fino alla morte, che lo colse dopo una lunga malattia il 1º maggio del 1934.
Autore di oltre 100 pubblicazioni scientifiche e di diverse opere divulgative, la più significativa delle quali è l'opera in 6 volumi Fauna insectorum balcanica, redatta dal 1894 al 1916, durante la sua carriera Apfelbeck descrisse per la prima volta ben 603 nuovi taxa (5 generi, 19 sottogeneri, 380 specie, 158 sottospecie, 26 forme e 15 aberrazioni), alcuni dei quali già precedentemente raccolti ma non riconosciuti come nuovi, è il caso ad esempio del Charonites scheibeli, scoperto da Oskar Scheibel in una grotta vicino a Sarajevo e successivamente descritto da Apfelbeck nel 1919.
Sulla base dei risultati delle ricerche di Apfelbeck, che hanno trattato in maniera particolarmente approfondita la fauna delle grotte nelle vicinanze di Sarajevo, Višegrad, Fojnica e Konjic, ma che egli svolse anche in altri Stati, come la Bulgaria, la Turchia, e la Grecia, nel 1914 il governo nazionale, che amministrava il territorio per conto dell'impero austro-ungarico, approvò un decreto relativo alla protezione delle grotte e della loro fauna nel territorio bosniaco, oggi considerato il primo decreto della Bosnia-Erzegovina in materia di protezione della natura.